# Boitron (Seine-et-Marne)
Boitron település Franciaországban, Seine-et-Marne megyében. Lakosainak száma 326 fő (2022. január 1.). Boitron Orly-sur-Morin, Sablonnières, La Trétoire és Bassevelle községekkel határos.

## Népesség
A település népességének változása:
| Lakosok száma | 390  | 378  | 380  | 373  | 362  | 348  | 334  | 328  | 326  |
|               | 2013 | 2015 | 2016 | 2017 | 2018 | 2019 | 2020 | 2021 | 2022 |